# Каукси Юле
Каукси Юле (на естонски: Kauksi Ülle) е естонска журналистка, драматург, поетеса и писателка на произведения в жанра драма и лирика. Тя пише на въруски език и се ангажира да съживи езика.

## Биография и творчество
Каукси Юле е родена на 23 септември 1962 г. във Въру, Естония. Израства в провинцията в село Саарласи в област Въру. Получава средното си образование до 8-и клас в Рюге и завършва гимназия през 1981 г. във Въру. През 1986 г. завършва специалност журналистика във Филологическия факултет в Тартуския държавен университет. През 1997 г. получава магистърска степен по фолклористика от същия университет.
След дипломирането си, в периода 1986 – 1987 г. работи като копеспондент в редакционния отдел на списание „Kultuur ja Elu“, а през периода 1987 – 1990 г. е секретар на Тартуския отдел на Естонския писателски съюз. От 1990 г. е член на Естонския писателски съюз. В периода 1991 – 1993 г. работи като главен редактор и управляващ директор на Радио Въру.
От 1993 г. е секретар на Тартуския център на фондация „Fenno-Ugria“, която ръководи в периода 1998 – 2004 г. През 1994 г. е домакин организатор на 1-вата международна конференция на фино-угорските млади творци, през 1999 г. на 3-тата конференция на фино-угорските млади творци по етнофутуризъм, и през 1997 г. на VII финландски фолклорен фестивал на угрите в Естония.
Първата ѝ книга, стихосбирката „Kesk umma mäke“ (На върха на собствения си хълм) е издадена през 1987 г. Следват два сборника с балади. Стихосбирката ѝ „Jyriyy“, издадена през 1991 г., съдържа патриотична поезия от Пеещата революция, където иронията се смесва в патос. По-късните ѝ поетични книги, „Nõsõq rõõmu mõrsija“ (2001) и „Käänüpäiv“ („Обрат“, 2003), се фокусират върху лични теми, но има и сатирични стихотворения.
В двата си романа „Paat“ („Лодката“, 1998) и „Uibu“ („Ябълковото дърво“, 2003) писателката се фокусира върху живота на жената, сексуалността и социалните трудности. В романа „Лодката“ е засегнат периода от суровите времена на сталинизма и завършвайки с Естонската република. Главният герой, Айну, е визионер, но архаичната общност се разпада и не се нуждае от него. Романът ѝ „Ябълковото дърво“ е автобиографичен разказ за опита ѝ и живота на жената.
Освен поетеса и писателка, тя е и централна фигура на южноестонското регионално литературно движение. Популяризатор е на майчиния си език, обичаите и историята на Южна Естония,.и известна авторка на въруски език. Тя принадлежи към две важни литературни групи, „Hirohall“ и „Kostabi-Society“, свързани с раждането на термина „етнофутуризъм“. Терминът обединява две неща: етноса (древната фино-угорска култура) и бъдещето. В периода 1998 – 2001 г. е член на ръководството на фино-угорската писателска асоциация.
Каукси Юле живее със семейството си в Обиница.

## Произведения

### Поезия
- Kesk umma mäke (1987)
- Hanõ vai luigõ (1989)
- Jyriyy (1991)
- Agu ni Eha. Morn and Eve (1995) – на въруски език и английски език
- Kuldnaanõ. Kultanainen (1996) – на въруски език и английски език
- Nõsõq rõõmu mõrsija (2001)
- Käänüpäiv (2003)
- Emaemamaa (2005)
- Palunõiaq (2012)
- Valit luulõq (2012)

### Проза
- Säng (1997)
- Paat (1998)
- Huuv´ (2000)
- Uibu (2003)

### Пиеси
- 2004 Taarka
- 2006 Kuus tükkü

### Екранизации
- 2008 Taarka